# De blanke slavin
De blanke slavin is een Nederlandse film uit 1969 in zwart-wit, ook bekend onder de titel Intriges van een decadente zonderling en met als internationale titel The White Slave.
Deze Nederlandse film werd grotendeels opgenomen nabij het landgoed van het Kröller-Müller Museum te Arnhem, en was met 1,1 miljoen gulden de duurste in de jaren zestig. Critici en publiek konden De blanke slavin echter maar slecht waarderen, waardoor hij een flop werd. De film was medegefinancierd door een Duitse en Zweedse maatschappij zodat de financiële schade in Nederland beperkt bleef.

## Verhaal
Een Iraanse arts begint een kliniek in Nederland. Deze kliniek heeft als doel vrouwen mooier te maken door middel van cosmetische en plastische chirurgie. Maar naderhand verdwijnen er een aantal vrouwen onder vreemde omstandigheden, het is aan inspecteur Dubois om deze zaak op te lossen.

## Rolverdeling
| Acteur            | Personage            |
| ----------------- | -------------------- |
| Gunther Ungeheuer | Decadente zonderling |
| Andrea Domburg    | Loudy                |
| Rijk de Gooyer    | Charles Dubois       |
| Tonny Huurdeman   | Moeder van Mimi      |
| Marlene Rahn      | Mimi                 |
| Henny Alma        | Helga Reich          |
| Vicka Borg        | Sacha                |
| Karin Feddersen   | Marlene              |

1896-1909 · 1910-19 · 1920-29 · 1930-39 · 1940-49 · 1950-59 · 1960-69 · 1970-79 · 1980-89 · 1990-99 · 2000-09 · 2010-19
· 2020-29